# 僕の彼女を知らないとスパイ
『僕の彼女を知らないとスパイ』（ぼくのかのじょをしらないとスパイ、原題：그녀를 모르면 간첩）は、2004年公開の韓国映画。キム・ジョンファの映画デビュー作。

## あらすじ
三浪中のチェ・ゴボンは不良グループに絡まれているところを美しい女性リム・ゲスンに助けられる。数日後、彼女はファストフード店で働くオルチャン（最高の美形）として話題となり、ネットで写真が公開されてしまう。北朝鮮のスパイである彼女は、ネットから自分の写真を削除してもらうため、チェ・ゴボンと会うようになる。

## 登場人物
リム・ゲスン
演 - キム・ジョンファ
北朝鮮から来た美人スパイ。韓国ではパク・ヒョジンという名前でファストフード店で働く。
チェ・ゴボン
演 - コン・ユ
最高峰（チェゴボン）という名前と正反対で、冴えない三浪生。
ナム・ジナ
演 - ナム・サンミ
ファストフード店の店員。リム・ゲスンが入ってくるまでオルチャン（最高の美形）と呼ばれていた。

## 備考
- この映画に出演しているナム・サンミは、高校時代、実際にファストフード店（漢陽大学前のロッテリア）でアルバイトをしていたとき、本人の知らないうちにインターネットでオルチャン（最高の美形）として話題になり、それがきっかけで芸能界に入った[2]。
- パク・ハンジュン監督がリム・ゲスンを取材に来る新聞記者役で出演している。

## スタッフ
- 監督：パク・ハンジュン
- 脚本：ハ・ウォンジュン
- 撮影：シン・オッキョン
- 照明：コ・ヨングァン

## 関連商品
- 僕の彼女を知らないとスパイ（DVD-Video）AMUMO 2005年12月23日